# Gmina Firlej
Die Gmina Firlej ist eine Landgemeinde im Powiat Lubartowski der Woiwodschaft Lublin in Polen. Ihr Sitz ist das gleichnamige Dorf mit 1132 Einwohnern (2010).

## Gliederung
Zur Landgemeinde Firlej gehören folgende 20 Ortschaften mit einem Schulzenamt:
Baran
Bykowszczyzna
Czerwonka-Gozdów
Czerwonka Poleśna
Firlej
Kunów
Łukówiec
Majdan Sobolewski
Nowy Antonin
Pożarów
Przypisówka
Serock
Sobolew-Kolonia
Sobolew
Stary Antonin
Sułoszyn
Wola Skromowska
Wólka Mieczysławska
Wólka Rozwadowska
Zagrody Łukówieckie